# 克里米亚联邦管区
45°21′26″N 34°15′48″E / 45.3572505°N 34.2634437°E
克里米亚联邦管区（俄语：Кры́мский федера́льный о́круг），位于克里米亚半岛，是俄罗斯已撤銷的联邦管区，現已被合併到南部聯邦管區。

## 簡介
2014年侵占克里米亚的俄国占领军策动了2014年克里米亞歸屬公投，此所谓“公投”结果显示绝大多数克里米亚选民支持脱離乌克兰入俄的动议后于2014年3月21日建立，包含克里米亚共和国和联邦直辖市塞瓦斯托波尔两个联邦主体，但两者均普遍被国际社会认为仍是乌克兰的领土。奧列格·別拉溫采夫被任命为总统驻克里米亚联邦管区全权代表。管区行政中心位于辛菲罗波尔。2016年7月28日，俄羅斯總統普京簽署命令，南部聯邦管區和克里米亞聯邦管區合併為新的南部聯邦管區。

## 聯邦主體
| 克里米亞聯邦管區 | 克里米亞聯邦管區 | 克里米亞聯邦管區 | 克里米亞聯邦管區 |
| #                | 旗帜             | 聯邦主體         | 行政中心         |
| ---------------- | ---------------- | ---------------- | ---------------- |
| 1                | 克里米亞國旗     | 克里米亞共和國   | 辛菲罗波尔       |
| 2                | 塞瓦斯托波尔市旗 | 塞瓦斯托波爾     | 塞瓦斯托波爾     |